# Bornice
Bornice (Duits: Bornitz) is een plaats in het Poolse district  Iławski, woiwodschap Ermland-Mazurië. De plaats maakt deel uit van de gemeente Susz en telt 160 inwoners.